# 熱貝爾鄉 (蒂米什縣)
45°33′N 21°13′E / 45.550°N 21.217°E
熱貝爾鄉（羅馬尼亞語：Comuna Jebel, Timiș），是羅馬尼亞的鄉份，位於該國西部，由蒂米什縣負責管轄，面積73平方公里，海拔高度83米，2002年人口3,392，人口密度每平方公里46人。